# Мир у Еребру
Мир у Еребру потписан је 18. јула 1812. године у Еребру након Наполеоновог напада на Русију. Овим мировним уговором и формално је окончан Англо-руски рат (1807—1812) и Англо-шведски рат (1810—1812). Велика Британија се обавезала да Русији пружи помоћ у борби против Наполеона, а Русија да своје луке отвори Британцима. 